# Лалакино
Лалакино — деревня в составе Богородского сельсовета в Воскресенском районе Нижегородской области.

## География
Находится в правобережье Ветлуги на расстоянии примерно 9 километров по прямой на юг от районного центра поселка  Воскресенское.

## История
Деревня упоминается с XIX века. В 1859 году в ней было отмечено 35 дворов и 179 жителей. В 1925 году было 315 жителей.

## Население
Постоянное население составляло 28 человек (русские 86%) в 2002 году, 7 в 2010 году .
Деревня мертва. Умер последний житель. Константин